# Claudio Cucinotta
Claudio Cucinotta (* 22. Januar 1982 in Latisana) ist ein ehemaliger italienischer Bahn- und Straßenradrennfahrer.

## Karriere
Cucinotta wurde 2005 italienischer Straßenmeister der Elitefahrer ohne Vertrag bei einem UCI-Team. Weitere nationale Meistertitel gewann er 2007 in der Mannschaftsverfolgung und 2008 im Scratch.
Seine internationale Straßenkarriere begann er 2006 beim Professional Continental Team Tenax. 2007 belegte Cucinotta unter anderem den sechsten Platz beim Scheldeprijs und den neunten Platz bei Paris-Brüssel. Bis zum Ende seiner Laufbahn im Jahr 2010 gewann er 2008 noch eine Etappe der Slowenien-Rundfahrt und 2010 zwei Etappen der Tour of Japan.

## Erfolge

### Straße
2005
- Italienischer Meister – Straßenrennen (Elite ohne Vertrag)

2008
- eine Etappe Slowenien-Rundfahrt

2010
- zwei Etappen Tour of Japan

### Bahn
2007
- Italienischer Meister – Mannschaftsverfolgung (mit Alessandro De Marchi, Giairo Ermeti und Matteo Montaguti)

2008
- Italienischer Meister – Scratch